# 守屋武昌
守屋 武昌（もりや たけまさ、1944年〈昭和19年〉9月23日 - ）は、日本の防衛官僚。宮城県塩竈市出身。東北大学法学部卒。1971年（昭和46年）、防衛庁入庁。1996年（平成8年）、内閣審議官として普天間問題に係わる。長官官房長・防衛局長を務めた後、2003年（平成15年）、防衛事務次官。2007年（平成19年）8月に防衛省を退職。のち、在任中の収賄などによって逮捕・起訴され、有罪判決（懲役2年6月の実刑・追徴金約1250万円）が確定した。

## 経歴

### 出生から学生時代まで
1944年（昭和19年）、宮城県塩竈市に生まれた。父親は戦前、帝国議会（戦後の国会）の衆院議員を務めた後、同市の初代市長に就いた守屋栄夫。武昌は父の栄夫が59歳のときの子で、親子ほども歳の離れた兄がいる。4人の兄と武昌は母親が違う。父が亡くなった1973年（昭和48年）、武昌は「喪主をやることになったが、家庭が複雑だから気が重い」と、防衛庁の同僚に漏らしたこともあった。小高い丘の中腹にあった生家は、「山の上」と呼ばれ、近所の人々は武昌家を「別世界の人たちだった」と評する。守屋の少年時代について近所の人は「子供の頃はどっしり、おっとりした無口のボンボンという感じだった」と述べている。
中学では生徒会長に選ばれた。宮城県仙台第一高等学校、東北大学法学部を卒業。

### 防衛官僚として
日本通運に入社したが、外交官だった叔父の守屋和郎による強い勧めで官僚に転身した。1970年（昭和45）8月、国家公務員上級職試験（法律）に合格。1971年（昭和46年）、防衛庁入庁。同期の上級職は8人。
当初は民間企業の経験があるといった経歴から、幹部より陰口をたたかれるなど不遇で地味な部署を周り、出世コースといわれる他省庁の出向も経験しなかった。
転機が訪れたのは1980年に会計課部員となった時である。予算折衝のため大蔵省に通い詰め、主計局の防衛担当主査だった田谷広明らに接待攻勢をかけて食い込み、陸上自衛隊の装備を充実させ、「予算を必ず取ってくる男」という異名が轟いた。また同郷であった伊藤宗一郎が防衛大臣となった際、女帝といわれた秘書にかわいがれ竹下派を中心に政界人脈を築く足掛かりとなった。その後防衛局運用課長、装備局航空機課長と要職を歩み、このころより接待を受ける。
1994年に防衛庁筆頭課長の防衛政策課長時代には政治家との接触が多くなる。部下に国会議員への説明用資料を作らせ、足しげく通っていた。
1995年（平成7年）、防衛政策課長時代に発生した阪神・淡路大震災の自衛隊の出動においては、自衛隊法第81条1項での県知事要請（国会同意の必要なし）を待つ形でなく、自衛隊法第78条1項での内閣総理大臣命令（20日以内に国会同意の必要有）なども視野に即時の自衛隊を全力投入することを、上司である次官に強硬に主張した。当時の与党は左派色が強い自社さ連立政権の村山内閣であり、もし国会同意が得られなければ責任を取って防衛庁幹部だけでなく、内閣総辞職をしかねないほどの政治的リスクが恐れられていたために退けられた。また同時期、田谷広明ら大蔵官僚の接待が問題視された際、田谷との関係が深かった守屋の名も挙がり、懲戒処分も検討されたが当時の事務次官（畠山蕃）が病気で亡くなり話が流れたという。
1996年（平成8年）、内閣審議官として「沖縄特別行動委員会（Special Action Committee on Okinawa、SACO）」で、懸案の沖縄基地移設問題に関与。防衛庁調達実施本部背任事件で額賀福志郎防衛庁長官が参議院で問責決議を可決されて辞任となり、証拠隠滅の疑いで事務次官や官房長などの防衛庁幹部が次々と引責辞任する中で、退任する額賀長官が置き土産を残す形で防衛施設庁施設部長から“3階級特進”で防衛庁長官官房長に昇進。

### 防衛庁（省）の天皇～事務次官4年
2002年（平成14年）に防衛庁防衛局長時代に発覚した情報公開請求者の個人情報リストの作成問題が起こった際に、次官レースのライバルだった官房長の柳澤協二に責任を取らせる方向に仕向けて更迭させ、柳澤が次官レースから脱落した。当時、次官レースにおいては最有力候補は防衛施設庁長官だった嶋口武彦であり、遅れを取っていたが、嶋口は2003年（平成15年）5月26日に宮城県気仙沼市沖で三陸南地震が発生した際、酒に酔って対策会議に出席したことを週刊誌に書かれたため、次官レースから脱落した。2003年（平成15年）8月、防衛事務次官に就任した。
防衛局長時代から人事に深く介入し、下部の役職の決裁より先に自分に複数の人事案を見せるよう要求したほか、下部の役職が承認するような人事案件も自身が選定する人事慣行を定着させ、防衛政策だけでなく防衛調達や制服組への人事権を強め、細部まで介入する人事構造を定着させ、それまでの学閥やノンキャリアやキャリアの区別関係なく側近を要職に抜擢する一方で自分と対立した人間を様々な理由をつけて配置転換で左遷させる（香田洋二・増田好平はその好例であった）など庁内で権勢を振るい、「防衛庁（省）の天皇」とまで呼ばれた実力者となった。また当時内閣官房副長官補の大森敬治、後任で次官レースから脱落させた柳澤協二との関係も官邸内に軋轢をもたらしたという。
2004年（平成16年）には、次官退任及び防衛施設庁長官であった山中昭栄の次官就任が確実視されていたが、普天間基地移設問題で山中と意見対立した際、防衛庁長官だった大野功統の意向を取り付けて山中を更迭させた。他に次官候補がいないという形で定年を延長することで事務次官に留任し続け、通常1年、長くて2年といわれる官界の慣行にもかかわらず、極めて異例にも4年以上にわたり防衛事務次官を務めた。
防衛事務次官としては、テロ対策特別措置法やイラク特措法の制定、長年の悲願であった防衛庁の防衛省昇格、横田飛行場航空管制権返還問題、普天間基地移設問題、厚木基地移設問題と様々な難題な防衛政策について主導的役割を果たした。
次官在任中は、額賀福志郎との関係は悪くなかったものの、石破茂・大野功統・久間章生・小池百合子ら4人の歴代防衛閣僚とは、大なり小なり軋轢があったとされる。しかし防衛政策で様々な懸案が存在する中で、様々な人脈を持ち防衛政策に通じていた守屋を辞めさせることは政治的に難しかった。防衛政務次官経験がある党内屈指の防衛政策通であり歴代2位の長期間連続在任記録を持つ石破や2度の防衛閣僚を務めた久間も守屋を更迭することはできず、逆に石破が守屋を事務次官に昇格させたり、久間が守屋の次官定年を延長して事務次官を続けさせるほどであった。
2006年（平成18年）春、普天間基地移設問題に合意したキャンプ・シュワブ沿岸部V字滑走路建設案というアイディアは、守屋の発案とされている。6月には小泉純一郎首相の訪米に同行。首相外遊に外務省以外の事務次官が同行するのは極めて稀のため、異例と報道された。
2006年（平成18年）9月、1994-1995年（平成6-7年）に防衛政策課長、防衛局長として日本への弾道ミサイル防衛システムの導入に対して多大なるリーダーシップを発揮したことが評価され「デイビッド・イスラエル賞」（BMDの推進について政治的又は技術的な側面において貢献した個人、団体に贈られる賞で10ヶ国程度の官・民代表メンバーの推薦によって決定）を日本人の官僚として初めて受賞している（過去に受賞した日本人は玉沢徳一郎、瓦力、久間、額賀。全員が防衛閣僚経験者）。
2007年（平成19年）6月に発覚した情報保全隊の市民監視問題では「防衛省設置法に基づく調査研究である」として隊を弁護した。

### 退任騒動
上記直後の8月、新任の小池百合子（防衛大臣）が、守屋の退官と後任に西川徹矢官房長（警察庁出身）を内定した旨の記事が新聞各紙に報道された。これが相談無しに行われたとして、守屋は反発。騒動の際、小池は守屋の対応に対し「夜に二度、携帯電話に電話したが出ず、折り返し電話があったのが翌日朝であり、危機管理上どうなのか」と批判した。守屋は塩崎恭久内閣官房長官に根回しをし、塩崎長官が「小池大臣が手順を誤ったやり方をした」と批判した結果、防衛官僚人事が膠着状態となった。最終的に、事態の早期終結を図りたい安倍晋三総理が守屋の退官を発表し、小池・守屋双方の推す事務次官候補をそれぞれ退けて、防衛省生え抜きの増田好平（防衛省人事教育局長）を後任に内定した。
小池は8月28日に内閣改造に伴って退任することとなり、防衛省の講堂で行われた離任式に際し、守屋は「率先垂範して仕事に立ち向かわれ、数々の成果を上げた。大臣が防衛省を離れることは誠に寂しい限り」との退任を惜しむ挨拶をしたが、マスコミ各社は「役人らしい全く心にもない言葉でまさに面従腹背だ」というコメントが数多く寄せられた。自らも3日後の8月31日に退官した。ちなみに退職金は6600万円だったが、逮捕後に自主返納している。高村正彦（小池の後任）は防衛大臣就任直後、退任する守屋を慣例に従って顧問にするかどうかが問われたが顧問に任命しなかった。

### 退職後
2007年（平成19年）8月の退職後、後述する「山田洋行事件」が報道され、国会での証人喚問を経て11月に逮捕された。その後の裁判では2010年（平成22年）8月に最高裁判所への上告取り下げにより懲役2年6月の実刑が確定し、同年9月から2012年（平成24年）7月まで栃木県の「喜連川社会復帰促進センター」に収監された。
一方、裁判に並行して自らの防衛省（防衛庁）在職時を語る回顧録の執筆を進め、上告取り下げの前月に当たる2010年7月に『「普天間」交渉秘録』を、刑期終了後の2013年（平成25年）10月に『日本防衛秘録』を刊行した（各・新潮社、新潮文庫でも再刊）。
『日本防衛秘録』は守屋が防衛事務次官在任時の内閣総理大臣だった小泉純一郎が推薦した。守屋はその後も防衛問題についての講演活動などを続けている。

## 山田洋行事件
2007年（平成19年）10月19日、山田洋行の専務・宮﨑元伸との間で、防衛庁航空機課長だった1990年（平成2年）ごろから事務次官として在職中の2005年（平成17年）にかけ、自衛隊員倫理規定に反し、妻が同席したゴルフ場などで長年接待を受けたことが報道された（詳細は山田洋行事件を参照）。さらにその見返りとして防衛装備品の調達等において山田洋行を有利にしていた疑惑も浮上した。宮崎が独立して設立した日本ミライズに反発する山田洋行の現経営者、米津佳彦により、過去に行われたゴルフ接待が200回を超えていたことが国会で報告された。
野党は証人喚問を要求、与党もそれを受け入れ、同年10月29日に衆議院、11月15日に参議院で実施された。
2007年（平成19年）11月27日、東京地検特捜部は上記事項により、守屋武昌は妻と共に収賄の疑いで逮捕（同日、贈賄側の宮﨑も再逮捕）、12月18日には夫の武昌のみが再逮捕された（同日に妻は処分保留で釈放され、その後に起訴猶予処分）。検察は2008年（平成20年）1月までに守屋を収賄罪と偽証罪（議院証言法違反）で起訴した。この贈収賄事件について詳しく報じた書籍には『「憂国」と「腐敗」 日米防衛利権の構造』(田中稔、野田峯雄 第三書館 2009年)ISBN 978-4807409013 などがある。
守屋に対して起訴状に書かれた罪状は以下の通り。
- 2003年（平成15年）8月から2006年（平成18年）5月まで計12回、山田洋行専務の宮崎元伸から装備品納入での便宜供与の見返りに計約389万円相当のゴルフ旅行接待を受けた収賄罪
- 2004年（平成16年）5月から2006年（平成18年）2月まで計5回、妻と二女名義の口座に山田洋行専務の宮崎元伸から装備品納入での便宜供与の見返りに計約3万2000ドル（約363万円）の賄賂の送金を受けた収賄罪
- 2003年（平成15年）9月から2007年（平成19年）4月まで計108回、山田洋行専務の宮崎元伸から装備品納入での便宜供与の見返りに計約497万円相当の日帰りゴルフ接待を受けた収賄罪
- 2007年（平成19年）10月29日に衆議院テロ防止特別委員会の証人喚問で、山田洋行からのゴルフ接待の際に料金を支払わなかったのに「毎回1万円払った」と偽証した偽証罪
- 2007年（平成19年）11月15日に参議院外交防衛委員会の証人喚問で、二女の米国留学時に山田洋行専務の宮崎元伸から二女名義の口座に約1万2000ドル（約145万円）の送金を受けたのに、留学費用について「全て自分で賄った」と偽証した偽証罪

2008年（平成20年）11月5日、東京地方裁判所にて懲役2年6月の実刑判決。2009年（平成21年）12月22日、東京高等裁判所で控訴棄却。2010年（平成22年）8月27日に最高裁判所への上告を取り下げ、懲役2年6月・追徴金約1250万円の実刑が確定した。9月21日、収監。栃木県さくら市の喜連川社会復帰促進センターで服役後、2012年（平成24年）7月に仮出所。

## 略歴
- 1971年4月 防衛庁長官官房総務課
- 1971年5月 装備局管理課
- 1972年5月 長官官房法制調査官付
- 1973年11月 防衛施設庁総務部総務課
- 1976年4月 長官官房総務課部員
- 1976年6月 人事教育局人事第3課部員
- 1978年6月 長官官房総務課部員
- 1980年6月 経理局会計課予算・決算班部員
- 1982年8月 防衛局運用第1課
- 1983年8月 防衛局防衛課年度班長
- 1984年8月 防衛局防衛課部員
- 1986年8月 大阪防衛施設局施設部長
- 1988年6月 防衛局運用課長
- 1990年7月 装備局航空機課長
- 1992年6月 長官官房広報課長
- 1994年7月 防衛局防衛政策課長
- 1995年12月 長官官房防衛審議官（兼）防衛局防衛政策課長
- 1996年6月 （併）内閣審議官 内閣官房内閣内政審議室
- 1997年1月 （兼）情報本部副本部長
- 1998年6月 防衛施設庁施設部長
- 1998年11月 長官官房長
- 1998年12月 （解）内閣審議官 内閣官房内閣内政審議室
- 2002年1月 防衛局長
- 2003年8月 防衛事務次官
- 2007年8月 辞職
- 2007年11月 収賄の疑いにより逮捕
- 2010年8月 有罪判決（懲役2年6月、追徴金約1250万円）が確定

## エピソード
- 2005年（平成17年）3月10日第162回国会総務委員会第4号にて、国防の観点からの未確認飛行物体（UFO）対策について、民主党参議院議員の山根隆治から質問があった。それに対して当時総務大臣の麻生太郎が「防衛庁でその種のUFOに関するほど、想像力の高いのが防衛庁にいるなんというのは余り聞いたことありませんし、ちょっと守屋の顔からもなかなか想像できないなと思わないでもありませんけれども…（以下略）」と、守屋の人物評を交えて答弁している[21]。
- 普天間基地移設問題で話し合いを持った稲嶺恵一沖縄県知事（当時）について、否定的な評価をしている。

## 家族・親族

### 守屋家

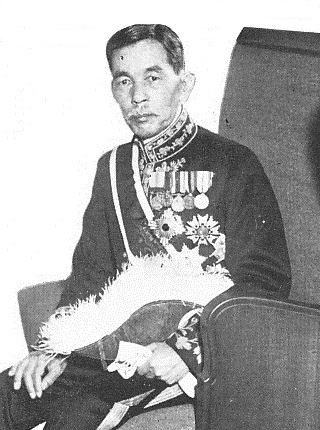
一木喜徳郎

（宮城県遠田郡富永村（のち古川市、現大崎市）、塩竈市、東京都）
- 父・栄夫（宮城県平民[22]、内務官僚、政治家、弁護士、歌人、元塩竈市長・衆議院議員）

明治17年（1884年）11月生 - 昭和48年（1973年）2月没
- 兄

伴男（政治家、元塩竈市議）
正男
明男（実業家、東京計器販売（株）社長）
赳男
- 叔父

徳夫（実業家）
和郎（外交官）
- 妻（防衛庁の元職員[25]）
- 子供

### 親戚
東京市の各区長や、仙台市長などを歴任した渋谷徳三郎は、外交官の叔父守屋和郎の岳父。遠縁には、文部・内務・宮内各大臣、枢密院議長などを歴任した一木喜徳郎、元京都帝国大学総長岡田良平、元衆議院議員・貴族院議員尾崎元次郎、銀行家の竹山純平、公法学者の杉村章三郎（東大名誉教授）などがいる。

## 著書
- 『「普天間」交渉秘録[1]』新潮社、2010年。ISBN 4103266317。新潮文庫、2012年
- 『日本防衛秘録』新潮社、2013年。ISBN 978-4103266327。新潮文庫、2016年